# Брекон-Биконс (национальный парк)

Позиционная карта парка. На врезке - на фоне территории Уэльса

Бре́кон-Би́конс (валл. Bannau Brycheiniog, англ. Brecon Beacons) — национальный парк в Уэльсе Великобритании. Является третьим из трёх валлийских парков после Сноудонии, открытого в 1951 году, и побережья Пембрукшир, открытого в 1952 году.
Отдельной частью парка является его западный район, получивший название Форест-Ваур, которому в 2005 году ЮНЕСКО присвоила статус геопарка (геологического парка). Примечателен и культурный объект в пределах заповедника — торговый город Брекон. 

## История парка

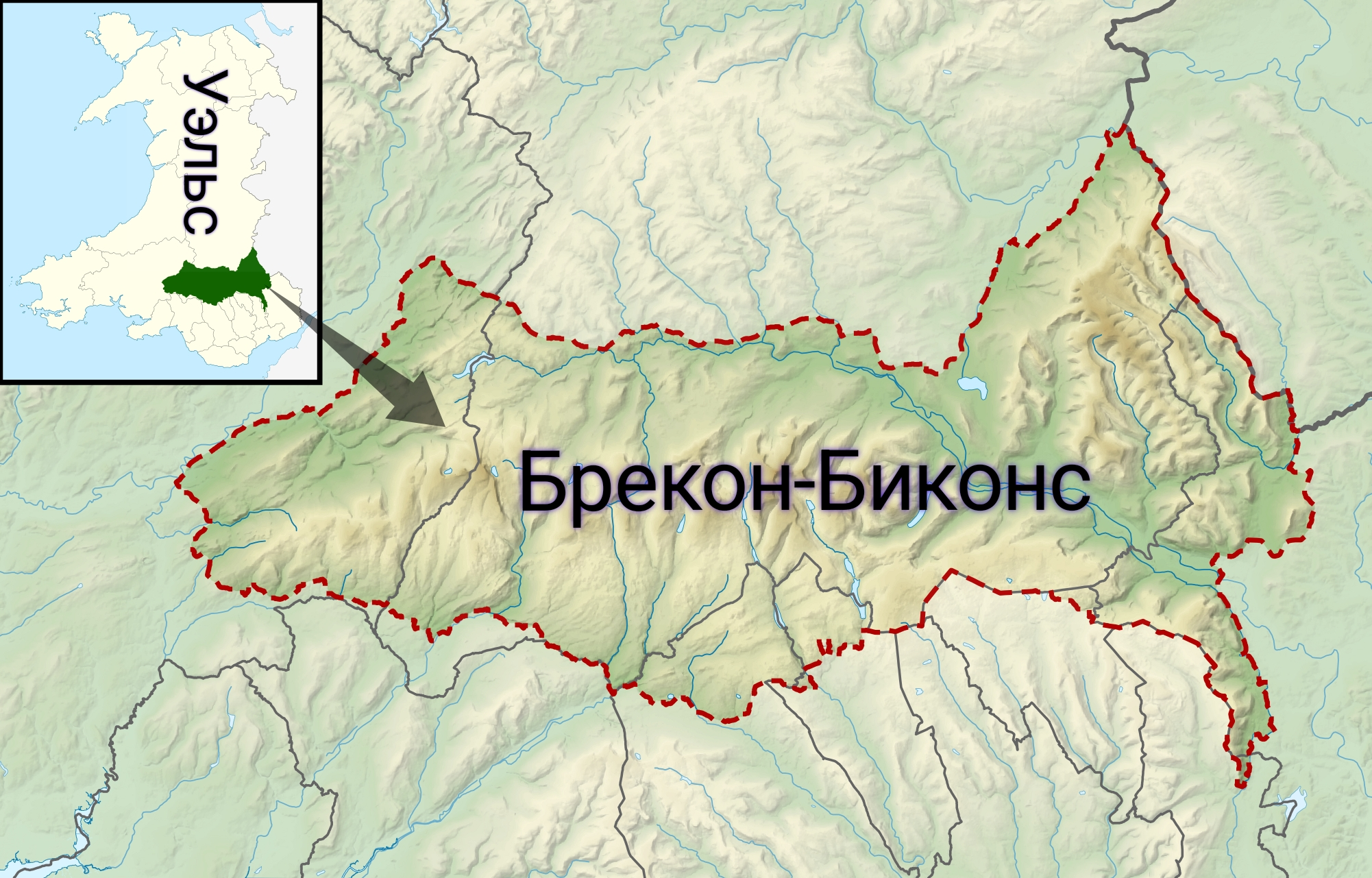

Местное, валлийское название парка (Bannau Brycheiniog МФА: ˌbanaɨ̯ brəˈχei̯njɔɡо файле), переводится как маяки Брекона. Название Брекон относится к средневековому валлийскому королевству Брихе́йниог. На территории парка располагаются 4 горных хребта, на которых расположены горные вершины.
Национальный парк Брекон-Биконс создан в 1957 году в южной части Уэльса на территории около 1345 км² (520 квадратных миль). Парк имеет протяжённость около 24 миль с севера на юг и 45 миль с запада на восток. Однако это не стало препятствием для расположения в границах заповедника самых разнообразных ландшафтов, среди них рудниковые долины, голые откосы, известковые холмы, лесные овраги, пещеры, места для пастбища овец.
В феврале 2013 года парку Брекон-Биконс был присвоен золотой статус заповедника тёмного неба. Заповедники тёмного неба считаются лучшими местами, где можно увидеть звездопад, а золотой статус означает, что они защищены от световых загрязнений в будущем. Брекон-Биконс является вторым таким местом в Великобритании после Национального парка Эксмур в Девоне. Всего в мире на данный момент существует семь заповедников тёмного неба.

## Расположение
Парк протянулся от Кармартеншира на западе, через Монмутшир, далее вдоль границы с Англией и до Херефордшира. Название «Брекон Биконс» переводится с валлийского как «Бреконские маяки» и происходит от расположения на этой территории группы пиков (высотой от 700 до 800 метров), так как в древности на вершинах гор разводили сигнальные костры для предупреждения о нападении.
Центральная гряда — собственно Брекон-Биконс, одна из вершин которой достигает высоты 886 м, самая высокая в Южном Уэльсе.
Центральный хребет Брекон-Биконс состоит из шести основных вершин: с запада на восток это «Рог Чёрный» (Corn Du) (873 м, или 2864 футов), «Глава хрупкая» (Pen y Fan) — самый высокий пик (886 м, или 2907 футов), «Костровая Крепь» (Cribyn) (795 м, или 2608 футов), «Хрупкая Вершина» (Fan y Big) (719 м, или 2359 футов), «Проход Двалта» (Bwlch y Ddwyallt) (754 м, или 2474 футов) и «Поросший вереском выдающийся вперёд выступ» (Waun Rydd) (769 м, или 2523 футов). Они формируют длинный горный хребет Брекон-Биконс, а участки, соединяющие первые четыре вершины, образуют подкову вокруг истока реки Тэф Фечен, которая течёт на юго-восток.
На восток обращена гряда Чёрных Гор, которая начинается вблизи Абергавенни в долине реки Уск и через Крикхоуэлл тянется до границы в Хей-он-Уай. К западу от центральной части массива лежит Форрест Фавр и высятся вершины Чёрных гор.

## Туристические тропы. Достопримечательности

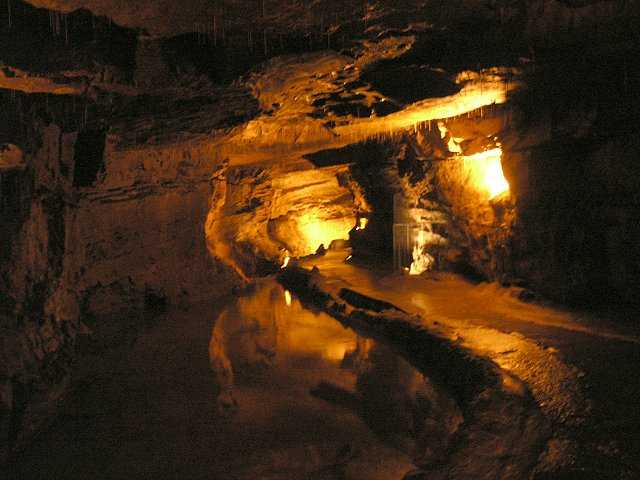
Соборная пещера комплекса Дэн Ир Огоф (Dan Yr Ogof)

В национальный парк Брекон-Биконс входят маленькие города, старинные деревни, разрушенные валлийские замки (в том числе Каррег Кеннен), древние кельтские менгиры и реликвии, сохранившиеся со времен неолитического и бронзового века, водопады на притоках реки Нит (Neath, в Вэйл-оф-Нит — долине реки Нит) в части парка, названной Страна водопадов (англ. Waterfall Country), и пещеры Дан Ир Огов (Dan Yr Ogof), переводятся как «посланные для существования» — самый знаменитый пещерный комплекс в Западной Европе (подземные водопады, подземные озера, огромные галереи, сталактиты и сталагмиты, скелеты людей и животных, наскальные рисунки). 
На территории парка проложено несколько маршрутов для пешеходных, конных и велосипедных прогулок. Здесь можно заниматься скалолазанием, спелеологией, сплавом на байдарках, рыбной ловлей лосося и форели. На автомобиле легко добраться до Брекона по трассе М4. Автобусные маршруты проложены из Кардиффа, Суонси до Брекона. Через парк можно совершить речную прогулку от Брекона до Понтипула.
Популярная пешая тропа «Вал Оффы» (Offa’s Dyke) тянется вдоль всей восточной границы заповедника через Чёрные Горы. Именно в пределах этих гор встречаются наиболее богатые и примечательные ландшафты и природные памятники заповедника Брекон-Биконс. Среди местных достопримечательностей можно назвать наивысший пик «Изгиб, поросший вереском» (Waun Fach), руины монастыря Ллантони, речку Хондду, уникальную церковь в Патришоу.
Также популярна и другая тропа заповедника Брекон-Биконс — Гакаборт проход (Taff Trail), она ведёт к югу Брекона. Главными остановками на тропе, как правило, являются сам исторический торговый город Брекон, а также самоназванный «вход в Уэльс» — город Абергавенни и немного эксцентричный Хей-он-Уай.
Значительную часть внимания туристов притягивают к себе местные водопады, которых на территории заповедника великое множество. Наиболее популярен местный водопад Генргид высотой в 27 метров.

### Скала Динас
В юго-западной части парка, в «Стране волопадов» ,  на его южной границе расположена известняковая скала   Ди́нас (англ. Dinas Rock, валл. Craig-y-Ddinas «Крепостная скала, Утёс городища»,  от валл. craig — «скала, утес» и валл. dinas — «городище, большой город, крепость»), в районе которой британский предприниматель, керамист и изобретатель Уильям Уэстон Янг-старший (в более старом русском написании — Вильям Вестон Юнг, 1776–1847 гг.) в 1820 году разработал состав и технологию получения огнеупорного кирпича  (англ. Dinas firebricks), получившего широкое применение не только для обжига керамики, но главным образом при сооружении металлургических печей. В русском языке огнеупорный кирпич такого состава получил название ди́нас — см. Динасовые огнеупорные изделия. Янг добавил в песок небольшие дозы извести, что способствовало процессу спекания.

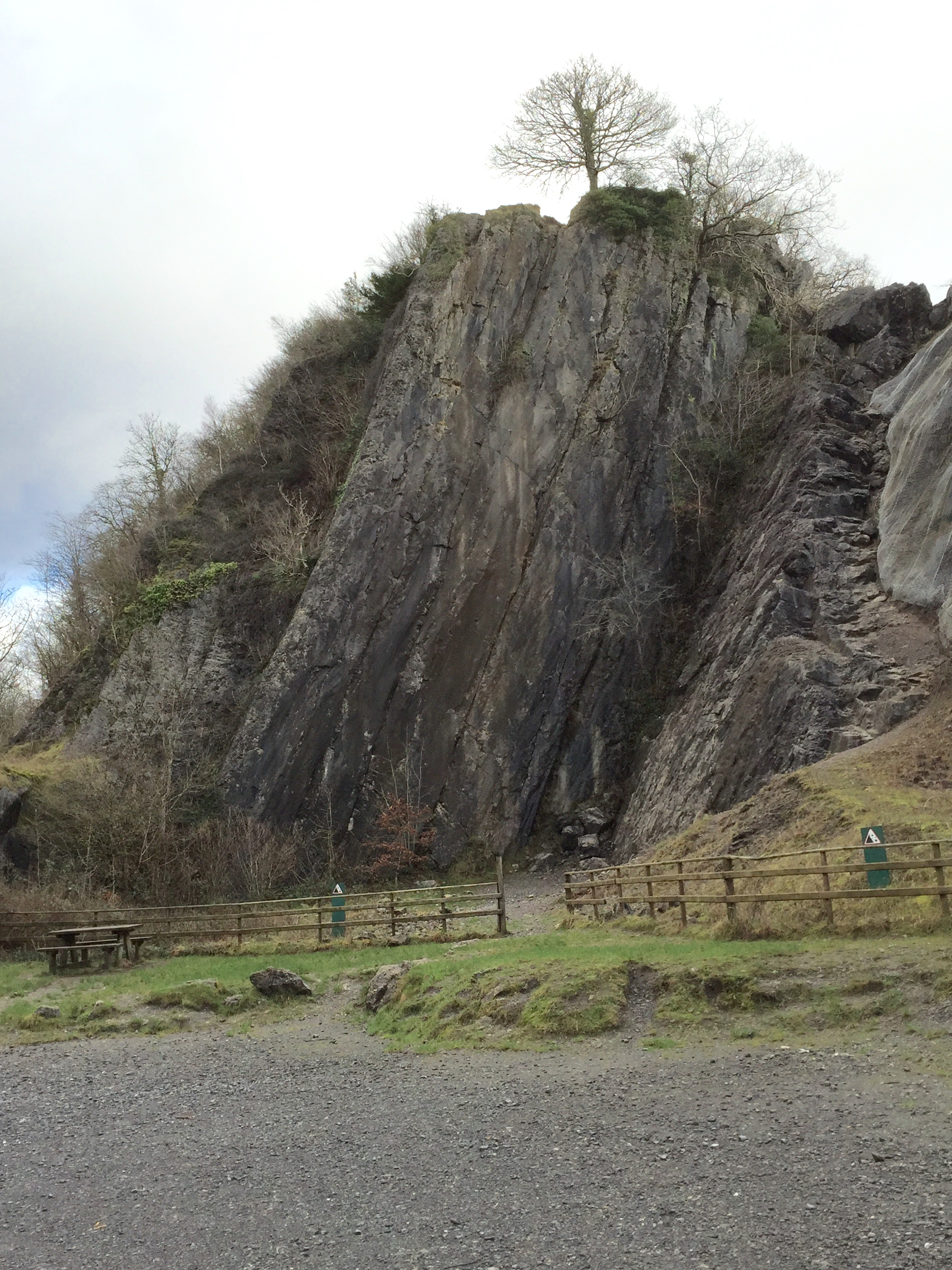
Скала Динас

Скала и её окрестности упоминаются в народных легендах о королевстве эльфов и о короле Артуре и его уснувших до будущих времён в волшебной пещере воинах.

## Флора и фауна

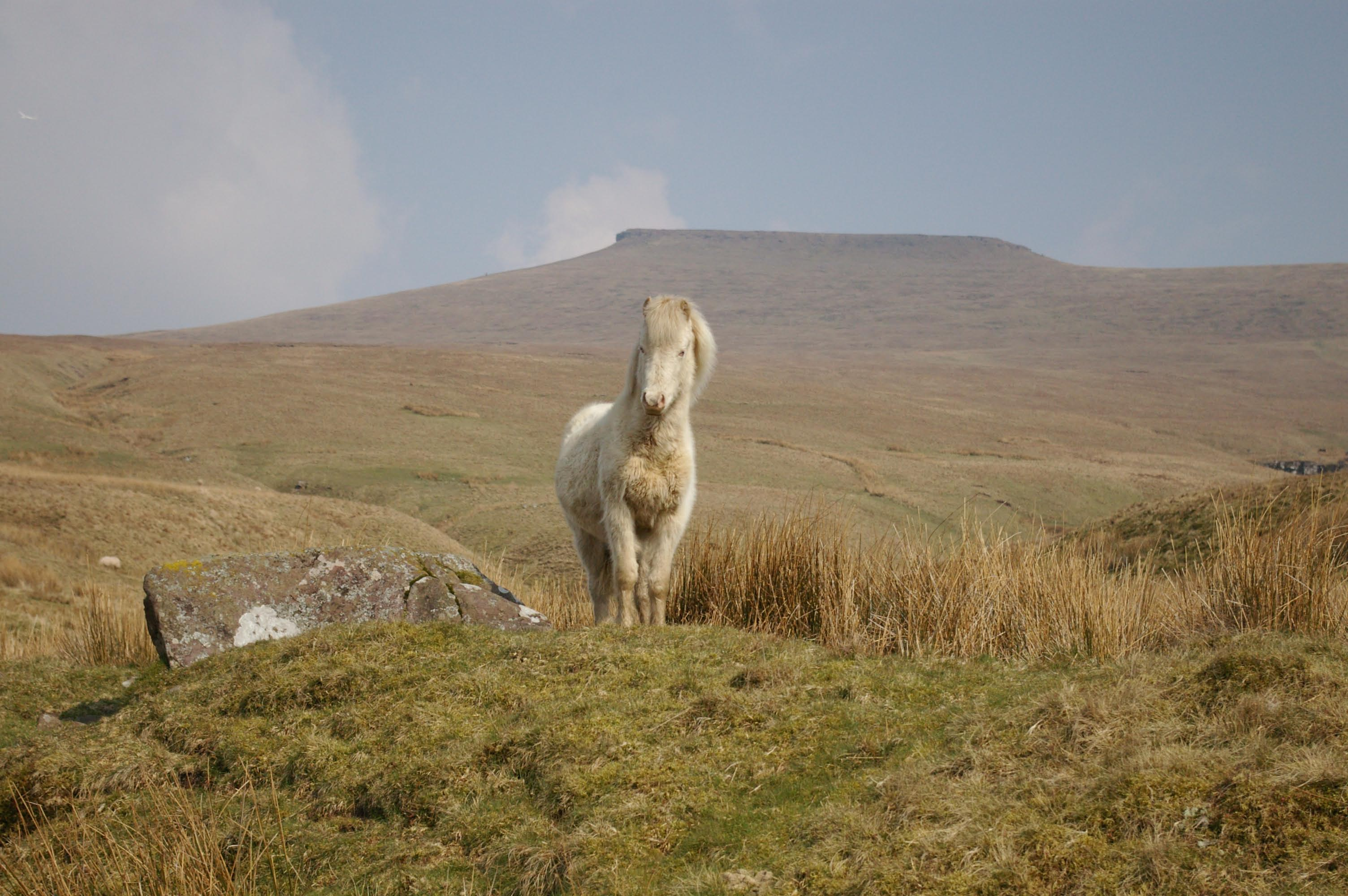
Валлийский горный пони

Основную часть парка занимают между горных хребтов занимают лесистые долины, также имеются водопады, горные реки, озера и подземные пещеры. Присутствуют вересковые пустоши, на которых пасутся валлийские пони и овцы.
На территории леса Форрест Фавр (Fforest Fawr), имеющего статус геопарка, находятся растительные массивы водопады. Его имя означает «щедрый лес», «охотничье угодье».